# Zwischenfall von Dinschawai
Beim Zwischenfall von Dinschawai, einem Dorf (arabisch دنشواي Dinschawāy) im ägyptischen Nildelta, im Jahr 1906 handelt es sich um einen Disput zwischen britischen Streitkräften und der Lokalbevölkerung. Der Zwischenfall selbst sowie die Reaktion der britischen Kolonialherren darauf wurden zu einem Symbol kolonialer Willkürjustiz.

## Vorfall
Am 13. Juni 1906 begaben sich fünf britische Offizier zur Taubenjagd in das kleine Dorf Dinschawai. Dies erregte den Unmut der örtlichen Bevölkerung, welche die Tauben selbst wirtschaftlich nutzte. Die Briten wurden von den Bauern körperlich angegriffen und entwaffnet. Ein britischer Offizier starb auf dem Rückmarsch zum nächsten britischen Militärposten an einer Kombination aus einem Hitzschlag und einer bei der körperlichen Auseinandersetzung zugezogenen Gehirnerschütterung.

## Juristische Aufarbeitung und politische Folgen
Die britischen Kolonialbehörden richteten ein Militärgericht ein, vor dem 52 Dorfbewohner angeklagt wurden. Vier wurden zum Tod durch den Strang verurteilt. Zwei Personen wurden mit lebenslanger Haft und sechs Personen mit sieben Jahren Haft bestraft. Die anderen Angeklagten wurden zur öffentlichen Auspeitschung verurteilt. Die Gerichtsverhandlung dauerte rund eine halbe Stunde. Die Hinrichtungen und Körperstrafen wurden vor den Dorfbewohnern vollstreckt, welche zur Beiwohnung der Urteilsvollstreckung gezwungen wurden.
Der Zwischenfall und das Urteil wurden von der ägyptischen Bevölkerung als Willkürjustiz und Symbol der Unterdrückung durch die Kolonialmacht gesehen. Die Ereignisse von Dinschawai fanden Eingang in die Volksdichtung und wurden landesweit bekannt. Sie sorgten für eine Stärkung des nationalistischen Bewegung in Ägypten, welche die Unabhängigkeit von Großbritannien anstrebte. Die Briten waren von der Resonanz, welche die Ereignisse in der ägyptischen Gesellschaft erfuhren, überrascht. Das Vorgehen der britischen Verantwortlichen wurde im House of Commons kritisiert.
Der britische Generalkonsul Evelyn Baring, 1. Earl of Cromer, welcher zum Zeitpunkt der Ereignisse in England weilte, trat 1907 anlässlich der Bildung einer liberalen Regierung in London wenige Monate nach dem Vorfall zurück.